# حماس مقور الورق
حَماس مُقوَّر الورق شجرة غابات مطيرة أسترالية في عائلة البروطية. نطاق التوزيع الطبيعي في أنواع مختلفة من الغابات المطيرة من نهر نَمْبُكَة (30 درجة جنوبا) في نيوساوث ويلز إلى أثِرتُن تَبْلَند (17 درجة جنوبا) في كُنزلند الاستوائية. يُزرع على نطاق واسع شجرةً للزينة في أجزاء أخرى من أستراليا وفي أجزاء مختلفة من العالم.

## الوصف
ساقه فرعاء رفيعة تعلو من 20 إلى 30 متراً. أوراقه معنَّقة كبيرة النصال الثنائية والثلاثية أو الرباعية. الفلق. ازهراه صيواني التجميع محوري الارتكاز. أزهاره إلى الحمرة الأرجوانية تطول نحو 3 سم. تنويره يستمر من حزيران إلى تموز.